# Colmera (Stadtteil)
Colmera ist ein Stadtteil von Dili. Er ist das historische Zentrum der osttimoresischen Hauptstadt und politisches Zentrum des Landes.

## Geographie und Einrichtungen
Colmera befindet sich auf einer Meereshöhe von 8 m in der Aldeia Manu Fuic (Suco Colmera, Verwaltungsamt Vera Cruz, Gemeinde Dili). Nördlich liegt der Stadtteil Soslodade, östlich Bairo Formosa, südlich Caicoli und westlich Bairo Alto und Mata Doro.
Im Stadtteil Colmera liegen der Regierungspalast, das Nationalparlament, das Gebäude der Comissão Nacional de Eleições (CNE), das Ministerium für Staatsadministration und das Ministerium für Justiz. Der Südosten, der im Westen von der Rua de de Moçambique und im Osten von der Avenida Xavier do Amaral begrenzt wird, beherbergt die ehemaligen Gebäude der Sociedade Agrícola Pátria e Trabalho (SAPT), das Archiv & Museum des timoresischen Widerstands (AMRT) und mehrere Gebäude der Universidade Nasionál Timór Lorosa’e (UNTL), darunter das Liceu Dr. Francisco Machado mit der Fakultät für Bildung, Kunst und Humanismus.  Im Südwesten liegt zwischen Avenida Dom Ricardo da Silva und Rua de Colmera der Jardim Colmera.